# Kriegsfuß
Kriegsfuß, auch Kriegszustand oder mobiler Zustand einer Armee ist eine veraltete Bezeichnung für den Zustand, in dem das Heer nach der Mobilmachung zur Eröffnung des Krieges bereit ist. Die Friedensstärke wurde Friedensfuß genannt.
Wurde eine Armee auf Kriegsfuß gesetzt, wurde die Truppenstärke auf den erforderlichen Kriegsstand aufgestockt und mit der für die Kriegsführung erforderlichen Ausrüstung versehen. Die Stärke des Heeres oder einzelner Truppenteile wurde in Soldaten angegeben. Soldaten, die auf Kriegsfuß gesetzt waren, unterstanden ab sofort der Militärgerichtsbarkeit und erhielten für gewöhnlich die vollständige Feldverpflegung sowie mehr Sold.
Das Wort hat in der deutschen Redensart „mit jm./etw. auf Kriegsfuß stehen“ überdauert.